# John Neely Kennedy
John Neely Kennedy (født d. 21. november 1951) er en amerikansk politiker fra det Republikanske Parti, som har været senator for delstaten Louisiana siden 2017. Kennedy var kasserer for Louisiana mellem 2000-17. Han var medlem af det Demokratiske Parti indtil 2007, hvor han skiftede til Republikanerne.

## Baggrund
Kennedy blev født i Centreville, Mississippi, men voksende op i Zachary, Louisiana. Han har en bachelorgrad i statskundskab, filosofi og økonomi fra Vanderbilt University, og herefter en doktorgrad i jura fra University of Virginia School of Law.
Trods han deler både for- og efternavn med John F. Kennedy, så har han ingen relation til JFK eller resten af Kennedy-familien.

## Politiske karriere

### Tidlige karriere
Kennedy begyndte i politik som særlig rådgiver til Louisiana guvernør Buddy Roemer i 1988. Han var i 1991 kandidat til statsadvokat, dog han tabte her. Han vendte herefter tilbage til at arbejde privat, før han i 1996 blev udpeget som sekræter for delstatens Department of Revenue af guvernør Mike Foster.

### Statskasserer
Kennedy blev i 1999 valgt til statskasserer for Lousiana med 55,6% af stemmerne. Han blev genvalgt i 2003, 2007 og 2011, alle uden modstand, og igen i 2015, hvor han vandt med 80% af stemmerne.

### Senatforsøg 2004 og 2008
Kennedy forsøgte for første gang i 2004 at være kandidat til Senatet. Han fik 14,9% af stemmerne, da David Vitter vandt valget i den første runde.
Kennedy forsøgte igen i 2008, denne gang som republikaner, efter at han havde skiftet parti året før. Han var oppe imod senator Mary Landrieu, og Kennedy tabte her, med 45,7% af stemmerne.

### Senatvalg 2016
Kennedy annoncerede i januar 2016, at han ville gøre sit tredje forsøg på at blive valgt til Senatet, efter at David Vitter havde annonceret, at han ville stoppe. Kennedy var én blandt 24 kandidater. Han fik 25% af stemmerne i den første runde, og gik herefter videre til den ande runde, mod demokraten Foster Campbell. Kennedy dominerede i meningsmålingerne, især efter, at Donald Trump støttede hans kampagne. Kennedy vandt valget med 60,6% af stemmerne.

### Senatvalg 2022
Kennedy var på genvalg i 2022, og blev her overbevisende genvalgte med 62% af stemmerne i den første runde, som gjorde en anden runde unødvendig.